# Robert Burns Woodward
Robert Burns Woodward (født 10. april 1917, død 8. juli 1979) var en amerikansk organisk kemiker. Han bliver af mange betragtet som en af de mest fremtrædende organiske kemikere i 1900-tallet, idet han har foretaget mange bidrag til emnet, særligt i syntese af komplekse naturlige stoffer og bestemelse af deres molekylestruktur. Han har også arbejdet tæt sammen med Roald Hoffmann i teoretiske studier af kemiske reaktioner. Han modtog nobelprisen i kemi i 1965 for syntese af komplekse organiske molekyler. Fra 1946 til 1965 var han blevet nomineret til prisen 11 gange.